# Sobre esta tierra
Sobre esta tierra es el nombre del octavo álbum de estudio del grupo colombiano de heavy metal Kraken. Fue lanzado al mercado el 10 de septiembre de 2016 en formato digital (mediante plataformas como Spotify) y en formato físico de CD el 20 del mismo mes. Al igual que su último trabajo de estudio, el álbum fue producido por Athenea Producciones. El primer sencillo del álbum fue «La barca de los locos», el cual fue publicado en el año 2013. Su segundo sencillo fue «No importa que mientas». En el video de este último,  protagonizan una puesta en escena de danza contemporánea en el Palacio de la Cultura Rafael Uribe Uribe de Medellín.
La razón de la tardanza en la publicación del álbum fueron los constantes problemas de salud del fundador y único miembro permanente del grupo, Elkin Ramírez.,  quien finalmente falleció poco después de la publicación del mismo, el 29 de enero de 2017.

## Lista de canciones
| N.º | Título                   | Duración |  |
| 1.  | «Sobre esta tierra»      | 05:31    |  |
| 2.  | «Flores de trébol»       | 05:16    |  |
| 3.  | «No importa que mientas» | 05:24    |  |
| 4.  | «Hojarascas»             | 04:51    |  |
| 5.  | «Hazte a un lado»        | 04:41    |  |
| 6.  | «Sueño libertario»       | 05:43    |  |
| 7.  | «Resiste»                | 05:16    |  |
| 8.  | «Noches bohemias»        | 05:25    |  |
| 9.  | «La barca de los locos»  | 04:57    |  |

## Músicos
- Elkin Ramírez: letras, líricas y voz.
- Andrés Leiva: guitarra.
- Luis Ramírez: bajo.
- Rubén Gélvez: teclados.
- Julián Puerto: batería.
- Ricardo Wolff: segunda guitarra.